# Dust of Desire
Dust of Desire è un film muto del 1919 diretto da Perry N. Vekroff.

## Trama
Beth Vinton, prima di sposarsi, confessa al marito di aver avuto in precedenza una relazione con un uomo sposato da cui era stata ingannata. Ora, però, tutto è finito e lui - gli dice - è morto. Il marito, Dick Thornton, che lavora per una compagnia che lavora la gomma, viene mandato dall'azienda in Sudamerica. Lì, Beth reincontra Ridgely Torrence, il suo ex amante che lei aveva dichiarato morto per non ingelosire Dick. Al rivederla, l'uomo vuole riprendere a tutti i costi il loro rapporto. Il suo atteggiamento provocano le paure di Beth che, temendo che Dick possa essere in pericolo, non solo gli nasconde la verità, ma decide anche di disfarsi di Torrence, preparandogli una trappola che lo fa precipitare in un torrente dove l'uomo troverà la morte. Dick, ignaro di tutto, salva il subdolo individuo: Torrence, in partenza per New York, promette ora a Beth di lasciarla da quel momento in poi in pace. Ma quando anche Beth rientra a New York, riprende a perseguitarla. Sarà Corinne, la sua gelosa seconda moglie, a mettere fine a tutto: minacciando di sparare a Beth, che lei crede essere la donna che le vuole portare via il marito, finisce invece per sparare a Torrence. Dopo la morte del suo persecutore, Beth confesserà ogni cosa a Dick.

## Produzione
Il film fu prodotto dalla World Film.

## Distribuzione
Il copyright del film, richiesto dalla World Film Corp., fu registrato il 12 luglio 1919 con il numero LU13945. Distribuito dalla World Film, il film uscì nelle sale cinematografiche statunitensi il 14 luglio 1919.
Non si conoscono copie ancora esistenti della pellicola che viene considerata presumibilmente perduta.